# Xiaomi
Xiaomi ( [ɕi̯àu̯mì], čínsky v českém přepisu Siao-mi, pchin-jinem Xiǎomǐ, znaky 小米) je čínská společnost, která navrhuje, vyvíjí a prodává chytré telefony, notebooky, aplikace a spotřební elektroniku. Od vydání svého prvního chytrého telefonu v srpnu 2011 získali podíl na trhu v Číně a rozšířili sortiment o širší spektrum spotřební elektroniky a od roku 2024 i automobily (Xiaomi SU7). V roce 2014 se společnost poprvé dostala na pozici světové trojky v počtu prodaných telefonů a pozici drží i dekádu poté. Některé produkty Xiaomi jsou vyráběny společností Foxconn.

## Etymologie
Název Xiaomi znamená „proso“ (Xiao – „malý“, mi – „rýže“). Roku 2011 ale generální ředitel Lej Ťün namítl, že existuje více významů, než jen „proso a rýže“; připojil část „Xiao“ k buddhistickému rčení, že i jedno zrnko rýže může představovat celé pohoří, čímž naznačil, že Xiaomi chce pracovat s maličkostmi, místo usilování o dokonalost, zatímco „Mi“ je zkratka pro mobilní internet i Mission Impossible, s odkazem na překážky, které se vyskytly při spouštění společnosti.
V roce 2012 prezident Lin Pin řekl, že název má být o revoluci a schopnosti přinést inovace do nové oblasti. Za maskota si zvolili zajíčka se jménem Mitu, v tradiční ruské beranici s rudou hvězdou a šálou kolem krku.

## Historie
Xiaomi bylo založeno sedmi partnery 6. června 2010. Jednalo se o singapurskou institucionální investiční firmu Temasek, investiční nástroje vlastněné singapurskou vládou, čínské fondy rizikového kapitálu IDG Capital, Qiming Venture Partners a výrobce mobilních procesorů Qualcomm. Lej Ťün si pečlivě sestavil svůj tým, složený například z bývalých zaměstnanců Microsoftu či Motoroly.
16. srpna 2010 Xiaomi oficiálně vydala svůj uživatelský systém MIUI, založený na systému Android a připomínající Samsung TouchWiz a IOS.
V srpnu 2011 Xiaomi představila svůj první telefon Mi1, distribuovaný se nástavbou MIUI.

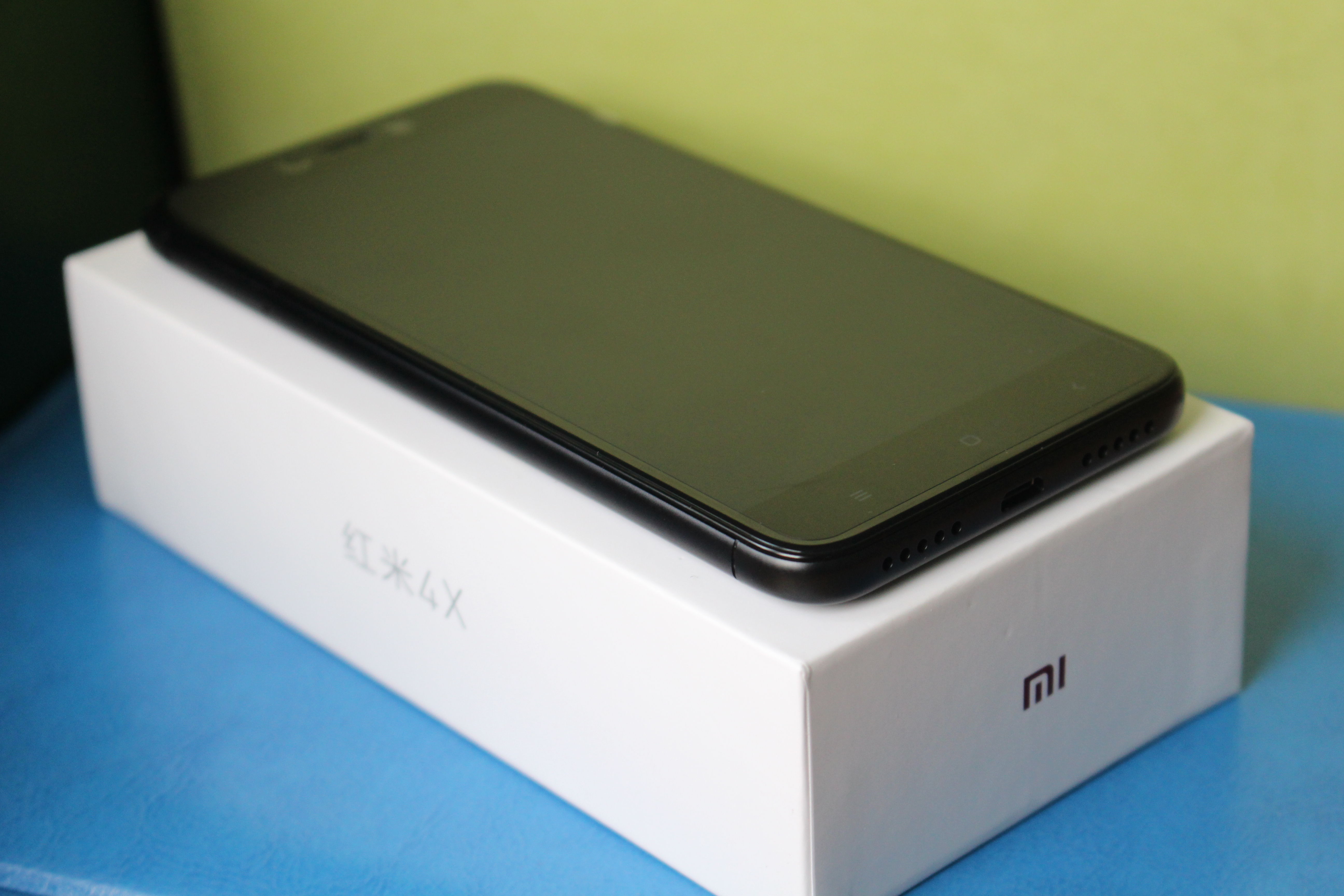
Xiaomi Redmi 4X

O další rok později představila společnost telefon Mi2. 24. září 2013 společnost uvedla, že se jich za necelý rok prodalo přes 10 miliónů.
V září 2013 Xiaomi představila telefon Mi3. V říjnu 2013 byla vyhlášena jako pátá nejvíce používaná značka chytrých telefonů v Číně.
V červenci Xiaomi oznámilo uvedení prvního fitness náramku s názvem MiBand. V srpnu 2013 společnost najala Hugo Barru z Googlu, kde působil jako viceprezident produktového vedení pro platformu Android. Jako viceprezident Xiaomi Global se soustředil na mezinárodní růst společnosti. V lednu 2017 Barra společnost opustil.
V roce 2014 je oznámena expanze mimo Čínu do Singapuru. Mezinárodní sídlo bude koordinovat všechny aktivity, včetně uvádění budoucích produktů na trh v tomto regionu. Během dvou měsíců se společnost chtěla dostat i na malajsijský trh.
Roku 2015 bylo Xiaomi podle statistik čtvrtým největším prodejcem mobilních telefonů na světě.
Koncem července roku 2016 představili svůj první notebook, pojmenovaný Mi Notebook Air, vyznačující se extrémně tenkým profilem. V roce 2018 byl představen nový model řady Mi. Původně měl být tento model pojmenován Mi7, ale společnost Xiaomi slaví v roce 2018 osm let od svého vzniku a proto byl model pojmenován Mi8.
V roce 2023 Xiaomi oznámilo, že v Číně přejde z operačního systému Android na svůj vlastní tzv. HyperOS. Systém byl vyvíjen od roku 2017. Vychází z grafické nadstavby MIUI, kterou do té doby využíval jako nadstavbu Androidu. Tento operační systém lze použít napříč různými zařízeními od chytrých telefonů po inteligentní reproduktory i senzory. Systém má být dále využitelný pro internet věcí a v přenosných zařízeních, jako jsou chytré hodinky nebo přístroje pro virtuální realitu či vozidla. Prvním modelem hodinek s novým systémem byl model Xiaomi Watch H. Zatímco v Číně HyperOS funguje jako samostatný systém, v Evropě je pouhou nadstavbou operačního systému Android.

## Bezpečností problémy
V srpnu 2014 bylo zjištěno, že telefony společnosti odesílají na servery výrobce řadu informací, mj. IMEI, ale také telefonní čísla přidaná do telefonního seznamu a ta čísla, kterými telefon komunikoval pomocí SMS. Společnost tuto skutečnost přiznala, ale údajně zjištěné vazby mezi čísly neuchovává. U telefonů Xiaomi bylo v roce 2020 zjištěno, že sledují vše, co uživatel dělá a posílají tato data do Číny. V Xiaomi telefonech již v předchozích letech objeveny různé bezpečnostní trhliny. Problémy se v telefonech Xiaomi objevily v roce 2024.

### Cenzura
Xiaomi bylo vyšetřováno v Německu státní bezpečností agenturou BSI kvůli podezření na zabudovanou schopnost cenzurovat určitá slova a fráze v jejich mobilních telefonech, jako např. „Free Tibet“, „Long live Taiwan's independence“ nebo „Movement for Democracy“. Xiaomi obvinění popřelo.

## Seznam telefonů Xiaomi
Mi
- Xiaomi Mi 1s
- Xiaomi Mi 2, a, s
- Xiaomi HongMi
- Xiaomi Mi 3, 3TD
- Xiaomi Mi 4, 4 LTE, 4i
- Xiaomi Mi 5, S, S Plus
- Xiaomi Mi 6, X, Plus
- Xiaomi Mi 8, Pro, SE, Lite
- Xiaomi Mi Play
- Xiaomi Mi 9, Pro, SE, Lite, T, T Pro
- Xiaomi Mi 10, T, Pro, Lite, Ultra
- Xiaomi Mi 11, Lite, Ultra, 11T, 11T Pro
- Xiaomi 12, 12 Lite, 12 Pro, 12T 12T Pro
- Xiaomi 13, 13 Pro, 13 Lite, 13T, 13T Pro
- Xiaomi 14, 14 Pro, 14 Ultra, 14T, 14T Pro

Mi Note
- Xiaomi Mi Note, Pro
- Xiaomi Mi Note 2
- Xiaomi Mi Note 3
- Xiaomi Mi Note 10, Pro, Lite

Mi Max
- Xiaomi Mi Max
- Xiaomi Mi Max 2,
- Xiaomi Mi Max 3,

Mi A
- Xiaomi Mi A1
- Xiaomi Mi A2, Lite
- Xiaomi Mi A3

Mi Mix
- Xiaomi Mi Mix
- Xiaomi Mi Mix 2, 2S
- Xiaomi Mi Mix 3, 3 5G
- Xiaomi Mi Mix Alpha
- Xiaomi Mi Mix 4

Redmi
- Xiaomi Redmi 1
- Xiaomi Redmi 1S
- Xiaomi Redmi 1S 4G
- Xiaomi Redmi 2
- Xiaomi Redmi 2A
- Xiaomi Redmi 3
- Xiaomi Redmi 3 Prime
- Xiaomi Redmi 3S
- Xiaomi Redmi 3X
- Xiaomi Redmi 3S Prime
- Xiaomi Redmi Pro
- Xiaomi Redmi 4A
- Xiaomi Redmi 4
- Xiaomi Redmi 4 Prime
- Xiaomi Redmi 4X
- Xiaomi Redmi 5A
- Xiaomi Redmi5
- Xiaomi Redmi 5 Plus
- Xiaomi Redmi S2
- Xiaomi Redmi 6
- Xiaomi Redmi 6A
- Xiaomi Redmi 6 Pro
- Redmi Go
- Redmi 7
- Redmi Y3
- Redmi 7A
- Redmi 8A
- Redmi 8
- Redmi 9
- Redmi 9A
- Redmi 9C
- Redmi 10

Redmi Note
- Xiaomi Redmi Note 3G
- Xiaomi Redmi Note 4G
- Xiaomi Redmi Note Prime
- Xiaomi Redmi Note 2
- Xiaomi Redmi Note 3
- Xiaomi Redmi Note 3 Pro
- Xiaomi Redmi Note 4
- Xiaomi Redmi Note 4X
- Xiaomi Redmi Note 5A
- Xiaomi Redmi Note 5A Prime
- Xiaomi Redmi Note 5
- Xiaomi Redmi Note 6 Pro
- Redmi Note 7
- Redmi Note 7 Pro
- Redmi Note 8
- Redmi Note 8T
- Redmi Note 8 Pro
- Redmi Note 9S
- Redmi Note 9
- Redmi Note 9 Pro
- Redmi Note 9T
- Redmi Note 10
- Redmi Note 10 Pro
- Redmi Note 10S
- Redmi Note 11, 11 5G, 11 Pro 5G, 11 Pro+ 5G
- Redmi Note 12, 12 5G, 12 Pro 5G, 12 Pro+ 5G
- Redmi Note 13, 13 Lite , 13 Pro , 13 Pro+ ,13 Pro+ 5G

Pocophone
- Xiaomi Pocophone F1 (Poco F1)
- Pocophone X2
- Pocophone F2 Pro
- Xiaomi POCO X3 NFC
- POCO F3
- POCO F3 GT
- POCO X3 PRO

Black Shark
- Xiaomi Black Shark
- Xiaomi Black Shark 2, Pro
- Xiaomi Black Shark 3, 3 Pro

## Notebooky
- Mi Notebook Air